# Хайе, Том
Том Ян Маринюс Хайе (нидерл. Thom Jan Marinus Haye; родился 7 февраля 1995 года в городе Амстердам, Нидерланды) — нидерландский и индонезийский футболист, опорный полузащитник, игроки сборной Индонезии.

## Клубная карьера
Хайе — воспитанник клуба АЗ. В 2012 году он был включён в заявку команды на сезон. По окончании сезона Том завоевал Кубок Нидерландов, несмотря на то, что не принял участия ни в одном матче. 23 февраля 2014 года в матче против амстердамского «Аякса» он дебютировал в Эредивизи. 24 сентября в поединке Кубка Нидерландов против ЕВВ Хайе забил свой первый гол за АЗ. В июне 2016 года перешёл в клуб «Виллем II».
Летом 2018 года перешёл в итальянский «Лечче». 25 сентября в матче против «Ливорно» он дебютировал в итальянской Серии B.
31 января 2022 года перешёл в «Херенвен», подписав с клубом двухлетний контракт.
13 сентября 2024 года подписал однолетний контракт с «Алмере Сити». 15 сентября дебютировал за клуб в гостевом матче Эредивизи против «Хераклеса», выйдя на замену вместо Анаса Тахири на 64-й минуте.

## Международная карьера
В 2011 году в составе юношеской сборной Нидерландов Том стал победителем юношеского чемпионата Европы в Сербии. На турнире он сыграл в матчах против команд Чехии и Англии.
В 2011 году Хайе принял участие в юношеском чемпионате мира в Мексике. На турнире он сыграл в матчах против команд Конго и Мексики.
В 2012 году Том во второй раз выиграл юношеский чемпионат Европы в Словении. На турнире он сыграл в матчах против команд Бельгии, Польши, Грузии и Германии.

## Достижения
Командные
 АЗ
- Обладатель Кубка Нидерландов — 2012/2013

Международные
 Нидерланды (до 17)
- Юношеский чемпионат Европы — 2011
- Юношеский чемпионат Европы — 2012